# Russische militaire begraafplaats in Kleinmachnow
De Russische militaire begraafplaats in Kleinmachnow is een militaire begraafplaats in Brandenburg, Duitsland. Op de begraafplaats liggen omgekomen Russische militairen uit de Tweede Wereldoorlog.

## Begraafplaats
Vrijwel alle militairen kwamen aan het einde van de oorlog om het leven. De begraafplaats bevat, naast de graven, een centraal gelegen monument, dat herinnert aan de slachtoffers. Er liggen 104 omgekomen militairen.